# Christian Heinrich von Pander
Christian Heinrich von Pander (en letton Kristiāns Heinrihs fon Panders ; né le 23 juillet 1794 à Riga ; † 22 septembre 1865 à Saint-Pétersbourg) est un embryologiste zoologue et paléontologue germano-balte. Il imposa l’hypothèse révolutionnaire de « feuillet embryonnaire » comme principe de base de l'Embryologie, précisa les hypothèses de la Théorie de l'évolution et proposa la première interprétation satisfaisante de l'énigme des « conodontes ».
Quoique aujourd'hui méconnu, Pander compte au nombre des plus originaux penseurs du début du XIXe siècle. Son hypothèse fondamentale en embryologie, qui posa en principe dès les années 1820 l’évolution illimitée des espèces, reste aujourd'hui valable, et a servi de socle aux recherches sur les poissons du paléozoïque et les placodermes.

## Biographie

### Années de formation
Fils du banquier Johann Martin Pander (1765–1842), il est issu d'une famille de négociants de Riga, où son grand-père était un homme en vue. Pander fréquenta le lycée allemand de Riga et étudia la médecine de 1812 à 1814 à l'Université germanophone de Dorpat, où il suivit les conférences de l'anatomo-physiologiste Friedrich Burdach et où il se lia d'amitié avec Karl Ernst von Baer. Il passa ses diplômes à l'université de Göttingen, à l'université de  Berlin puis en 1817 à l’Université de Wurtzbourg sous la direction d’Ignaz von Döllinger.

### Une révolution en embryologie

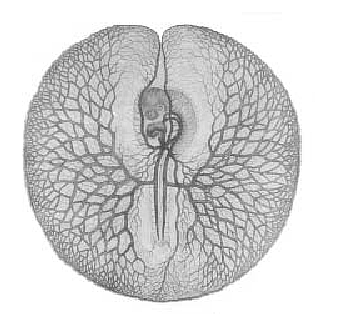
Croquis d'un embryon de poulet, tiré de Beiträge zur Entwicklungsgeschichte des Hühnchens im Eye (planche no)

Dans sa thèse de 1817, Pander énonce l’hypothèse de feuillet embryonnaire, qui demeure l'un des fondements de l’Embryologie moderne. Cette hypothèse revient à considérer l'embryogenèse comme la croissance de trois feuillets : l'ectoderme, le mésoderme et l'endoderme (appelés par Pander « enveloppe séreuse », « enveloppe à liquide » et « enveloppe à mucus »). Pour parvenir à cette hypothèse, il déposa avec l'aide de Döllinger et de l’anatomiste Joseph Eduard d’Alton 2 000 œufs de poule dans un incubateur, pour en extraire certains à des durées précises et décrire systématiquement leur contenu. Pander, suivant les exigences universitaires d'alors, produisit à la suite de cela deux mémoires : la thèse en latin (Dissertatio inauguralis) décrit le développement d'ensemble de l'organisme au cours des 5 à 7 premiers jours, la thèse en allemand (Beiträge zur Entwicklungsgeschichte des Hühnchens im Eye) décrit le développement comparé des organes pris séparément et le système organique. La thèse en latin ne comporte pas d'annexes, mais la thèse en allemand contient les planches gravées par son ami d'Alton.
Avec la mise en évidence d'une croissance fœtale par feuillets embryonnaires, Pander avait accompli une percée décisive pour la recherche en Embryologie : il réfutait à la fois la « théorie aristotélicienne de la préformation » et celle de l'« épigenèse » (défendue notamment par Buffon,,), pour attribuer la « métamorphose » (concept emprunté à Goethe) à la différentiation de trois membranes. Le modèle des feuillets de Pander sera développé et précisé par von Baer dans son célèbre mémoire sur « L’Évolution des Animaux » (Über Entwickelungsgeschichte der Thiere, 2 vol., Kœnigsberg, 1828/1837), et appliqué à beaucoup d'autres espèces, dont l'espèce humaine. Ce mémoire sera d'ailleurs dédié à son « ami de jeunesse Pander ».

### Anatomie comparée
En 1818 il entreprit avec d’Alton un voyage d'études en Europe méditerranéenne (Espagne, Portugal) et en Europe de l’Ouest (Pays-Bas, Grande-Bretagne, France). Il y visita les collections privées et les musées, vit à Madrid la reconstitution d’un Paresseux terrestre d'Amérique du Sud disparu (le mégathérium), et s'adonna sur la côte à l’anatomie comparée des céphalopodes. L’anatomie comparée (en particulier des mammifères et des oiseaux) était en effet le but de son voyage : il compilera le résultat de ses observations dans sa monumentale « Ostéologie comparée » (Vergleichenden Osteologie) en 14 volumes. Outre la description minutieuse, les développements théoriques de cette somme, où Pander et d’Alton s'interrogent sur l’adaptation illimitée der espèces (conditionnée par les habitudes alimentaires, les variations climatiques, etc.), conservent aujourd’hui tout leur intérêt. Pour reconstituer le comportement d’espèces éteintes, ils procédèrent par analogie avec les plus proches descendants. Il est aujourd’hui difficile de déceler quels passages sont de la plume de Pander, et quels passages sont de la plume d’Alton. Certains des volumes de cette « Ostéologie comparée » ont fait l'objet de critiques élogieuses de Goethe, qui était un ami personnel de d'Alton. Charles Darwin lui-même cite, dans De l'origine des espèces, le 1er volume de cette encyclopédie comme un ouvrage précurseur.
Pander se joignit en 1820 à l’expédition que Georg von Meyendorff et Eduard Friedrich Eversmann projetaient depuis Orenbourg vers l’Asie centrale (Boukhara). En 1825 il épousa Amélie Wilhelmine von Scherer (1805–1861?), et l’année suivante fut élu membre de l’Académie impériale des sciences de Saint-Pétersbourg.

### Dernières recherches: paléontologie et géologie
De 1827 à 1842, Pander se consacra dans son domaine de Carnikava (Koivemunde) à la recherche de fossiles au milieu des sédiments des berges de la Gauja (Aa livonienne).
En 1856 Pander donna les premières descriptions scientifiques du groupe des conodontes, fossiles stratigraphiques d'importance considérable pour la délimitaiton du Trias. La nature exacte de ces énigmatiques fossiles, jusque-là considérés comme des « vers », faisait alors l'objet de multiples controverses et ne sera d'ailleurs définitivement éclaircie que dans les années 1980 : il s'agissait, dans les termes employés par Pander lui-même, de la dentition (structure maxillaire) de « poissons » (chordés). Aujourd'hui, une société savante britannique qui se consacre à l'étude des conodontes s'est baptisée Pander Society en hommage au travail pionnier du savant balte ; elle décerne une Médaille Pander.
Pander fut récompensé en 1857 du Prix Demidoff, l'une des plus hautes distinctions scientifiques de l'Empire russe.

### Décès et postérité
Pander souffrait depuis le début des années 1820 d'une affection fébrile mal identifiée (peut-être la malaria). Il mourut en septembre 1865 à Saint-Pétersbourg.
Sa description des conodontes (le nom de genre Panderodus lui rend hommage), et surtout son hypothèse des feuillets embryonnaires ont bouleversé les sciences naturelles. Plusieurs appellations systématiques rappellent son rôle de pionnier : le poisson sarcoptérygien Panderichthys du haut-dévonien (une forme transitionnelle entre le poisson et les tétrapodes), l’espèce Panderia (amaranthes, chénopodiaceæ), le brachiopode Panderina et les organes de Pander chez les trilobites. Les îlots de Wolff-Pander, des ébauches embryonnaires des vaisseaux sanguins chez les mammifères, 
La Pander Society est une organisation scientifique de recherche sur les conodontes.

## Œuvres
- Dissertatio inauguralis sistens historiam metamorphoseos quam ovum incubatum prioribus quinque diebus subit., Wurtzbourg 1817. (thèse en latin de Pander)
- Beiträge zur Entwickelungsgeschichte des Hühnchens im Eye, Wurtzbourg 1817 (thèse en allemand avec planches gravées de son ami d'Alton)
- Les textes embryologiques de Christian Heinrich Pander (1794 - 1865) (éd. par Stéphane Schmitt), Turnhout: Brepols, 2003,  (ISBN 2-503-52180-0) (édition bilingue des articles consacrés à l'embryologie)
- Ostéologie Comparée, Bonn, Weber, 1821-1838, 14 vol.
  - vol. I, 1: Das Riesen-Faulthier, Bradypus giganteus, abgebildet, beschrieben und mit den verwandten Geschlechtern verglichen, Bonn 1821 (en coll. avec E. J. d'Alton)
  - vol. I, 2: Die Skelete der Pachydermata, Bonn 1821 (en coll. avec E. J. d'Alton)
  - vol. I, 3: Die Skelete der Raubthiere, Bonn 1822 (en coll. avec E. J. d'Alton)
  - vol. I, 4: Die Skelete der Wiederkäuer, Bonn 1823 (en coll. avec E. J. d'Alton)
  - vol. I, 5 und I, 6: Die Skelete der Nagethiere (partie 1 et 2), Bonn 1823, 1824 (en coll. avec E. J. d'Alton)
  - vol. I, 7: Die Skelete der Vierhänder, Bonn 1824 (en coll. avec E. J. d'Alton)
  - vol. I, 8: Die Skelete der zahnlosen Thiere, Bonn 1825 (en coll. avec E. J. d'Alton)
  - vol. I, 9: Die Skelete der Robben und Lamantine, Bonn 1826 (en coll. avec E. J. d'Alton)
  - vol. I, 10: Die Skelete der Cetaceen, Bonn 1827 (en coll. avec E. J. d'Alton)
  - vol. I, 11: Die Skelete der Beutelthiere, Bonn 1828 (en coll. avec E. J. d'Alton)
  - Eduard d’Alton, père et fils : vol. I, 12 Die Skelete der Chiropteren und Insectivoren, Bonn 1831
  - Eduard d’Alton le Jeune : vol. II, 1 Die Skelete der Straußartigen Vögel, Bonn 1827
  - Eduard d’Alton, père et fils : vol. II, 2: Die Skelete der Raubvögel, Bonn 1838
- Beiträge zur Naturkunde aus den Ostseeprovinzen Rußlands, Dorpat 1820
- Fossile Fische der Russisch-Baltischen Gouvernements, en plusieurs volumes, Saint-Pétersbourg: Académie des Sciences, 1856-1860

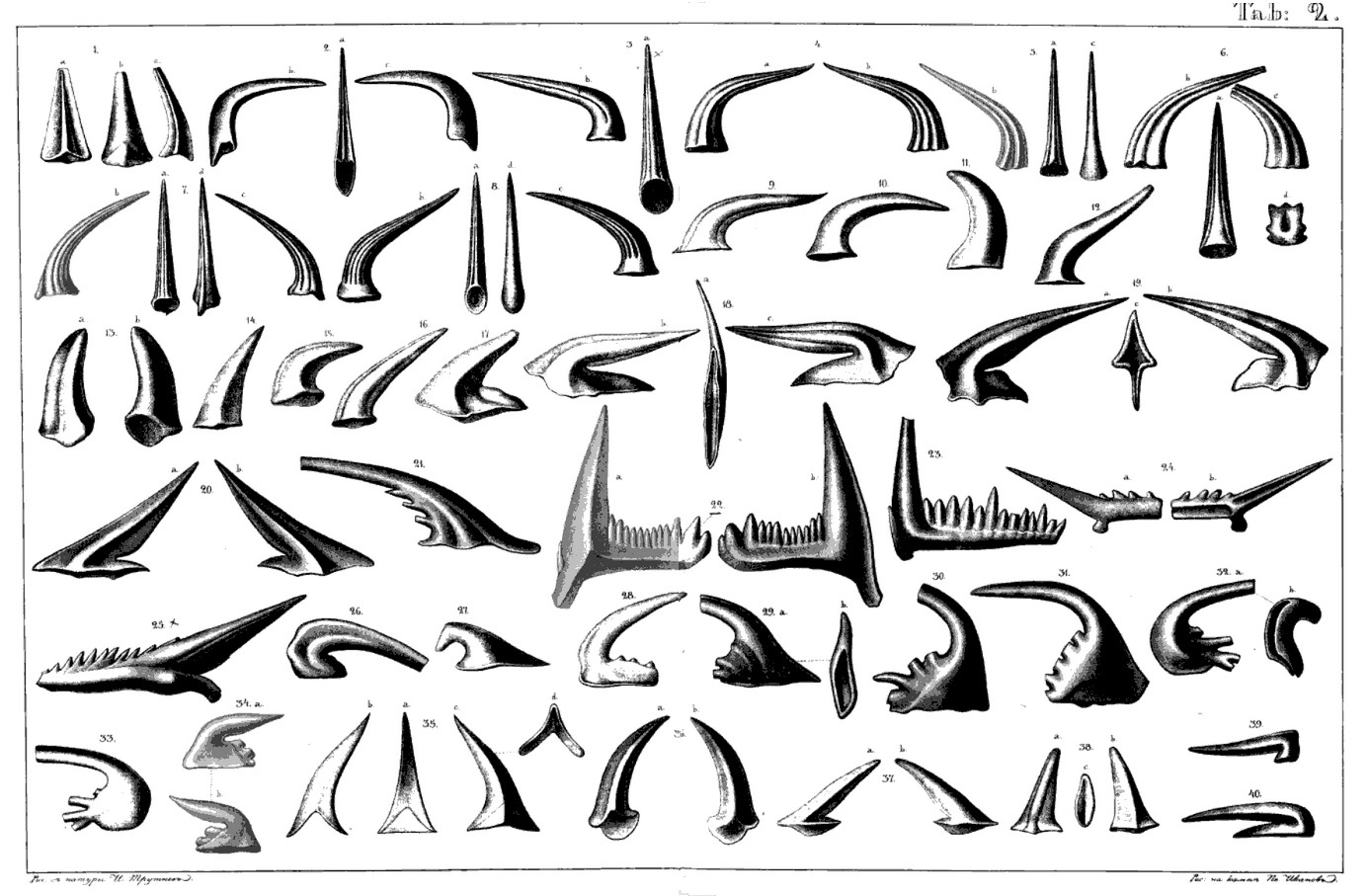
Table 2 de Monographie des fossilen Fische des silurischen Systems des russisch-bamtischen Gouvernements (Pander, 1856).

- - vol. 1: Monographie der fossilen Fische des Silurischen Systems des russisch-baltischen Gouvernements (1856) (Lire en ligne)

Pander y nomme une classe de fossiles jusqu'alors controversés sous le nom de conodontes et en donne les noms de 14 genres avec des espèces associées (Drepanodus, Acodus, Machairodus, Paltodus, Scolopodus, Oistodus, Acontiodus, Prioniodus Belodus, Centrodus (Lonchodus), Ctenognathus, Cordylodus, Gnathodus et Prionognathus).
- - vol. 2: Ueber die Placodermen des Devonischen Systems (1857)
  - vol. 3: Über die Ctenodipterinen des devonischen Systems  (1858)
  - vol. 4: Über die Saurodipterinen, Dendrodonten, Glyptolepiden und Cheirolepiden des Devonischen Systems (1860)